# Susan Dunlap
Pour les articles homonymes, voir Dunlap.
Susan Dunlap, née à New York en 1943, est une femme de lettres américaine, auteure de roman policier.

## Biographie
Elle amorce des études en mathématiques à l'université Bucknell, avant de changer d'orientation rapidement pour compléter un baccalauréat en anglais. Elle s'inscrit ensuite à l'université de Caroline du Nord à Chapel Hill, où elle décroche une maîtrise en éducation. Elle enseigne un temps, puis devient travailleuse sociale successivement à Baltimore, New York et dans le nord de la Californie. Elle épouse entre-temps l'éditeur Newell Dunlap en 1970.
En 1981, elle publie son premier roman, Karma, premier volume d'une série consacrée à Jill Smith, une intrépide jeune femme qui exerce la profession de détective privé à Berkeley.
En 1994 paraît une nouvelle La Dernière Caisse (Checkout) pour laquelle Susan Dunlap est lauréate du prix Anthony 1994 de la meilleure nouvelle.
En 2006, elle fait paraître A Single Eye, premier titre d'une nouvelle série policière ayant pour héroïne la cascadeuse Darcy Lott.

## Œuvre

### Romans

#### SérieJill Smith
- Karma (1981)
- As a Favor (1984)
- Not Exactly a Brahmin (1985)
- Too Close to the Edge (1987)
- A Dinner to Die for (1987)
- Diamond in the Buff (1990)
- Death and Taxes (1992)
- Time Expired (1993)
- Sudden Exposure (1996)
- Cop Out (1997)

#### SérieVejay Haskell
- An Equal Opportunity Death (1984)
- The Bohemian Connection (1985)
- The Last Annual Slugfest (1986)

#### SérieKiernan O'Shaughnessy
- Pious Deception (1989)
- Rogue Wave (1991)
- High Fall (1994)
- No Immunity (1998)

#### SérieDarcy Lott
- A Single Eye (2006)
- Hungry Ghosts (2008)
- Civil Twilight (2009)
- Power Slide (2010)
- No Footprints (2012)
- Switchback (2015)

#### Autre roman
- Fast Friends (2004)

### Recueil de nouvelles
- Karma and Other Stories (2002)
- The Celestial Buffet and Other Morsels of Murder (2001)

### Nouvelles
- Death Threat (1978)
- A Burning Issue (1981) Publié en français sous le titre Un sujet brûlant, Paris, LGF, Alfred Hitchcock magazine, 2e série, no 20, août 1990 ; réédition dans l'anthologie Un sujet brûlant, Paris, Librairie des Champs-Élysées, coll. « Club des masques » no 1011, 1993  (ISBN 2-7024-2409-0)
- The Celestial Buffet (1990)
- Checkout (1994) Publié en français sous le titre La Dernière Caisse, dans l'anthologie Au commencement était le crime, Paris, Éditions du Masque, 1995  (ISBN 2-7024-2549-6) ; réédition, Paris, LGF, coll. « Le Livre de poche » no 13934, 1996  (ISBN 2-253-13934-3)
- The Court of celestial Appeals (1996) Publié en français sous le titre La Cour d'appel céleste, dans l'anthologie Présumés Coupables, Paris, Éditions Albin Michel, 2001  (ISBN 2-226-12801-8)
- Family Surgery (2000)
- Eight Lives (2000)

## Prix et distinctions

### Prix
- Prix Anthony 1994 de la meilleure nouvelle pour Checkout[1]

### Nominations
- Prix Anthony 1990 du meilleur roman pour Pious Deception[1]
- Prix Anthony 1992 du meilleur roman pour Rogue Wave[1]